# Pallacanestro alla V Universiade - Torneo maschile
Il torneo di pallacanestro della V Universiade si è svolto a Tokyo, Giappone, nel 1967.

## Classifica finale
| - | Paese         | Formazione |
| - | ------------- | --- |
|   | Stati Uniti   | Butch Beard · Russ Critchfield · Sonny Dove · Mal Graham · Larry Miller · Rich Niemann · Craig Raymond · Mike Silliman · Steve Sullivan · Floyd Theard · Wes Unseld · Jo Jo White All.: John Benington |
|   | Corea del Sud | Kim Yeong-il · Kim Cheol-gap · Kim In-geon · Kim Mu-hyeon · Sin Dong-pa · Lee Byeong-guk · Ha Ui-geon · Park Han · Sin Hyeon-su · Lee In-pyo · Choe Jong-gyu · Gwak Hyeon-chae All.: Sin Bong-ho       |
|   | Brasile       | |
| 4 | Giappone      | |
| 5 | Filippine     | |
| 6 | Belgio        | |
| 7 | Thailandia    | |
| 8 | Hong Kong     | |